# Badminton ai Giochi della XXXII Olimpiade - Singolo femminile
Il torneo di singolo femminile di badminton dei Giochi della XXXII Olimpiade si è svolto dal 24 luglio al 1º agosto 2021 presso il Musashino Forest Sport Plaza di Tokyo. Vi hanno preso parte 43 atlete provenienti da 37 nazioni.
Il torneo è stato vinto dalla giocatrice cinese Chen Yufei, mentre l'argento e il bronzo sono andati rispettivamente alla taiwanese Tai Tzu-ying e all'indiana Pusarla Sindhu.

## Formato
Le gare iniziano con un turno preliminare: le atlete sono divisi in gruppi e ognuno sfida gli avversari del gruppo. I 14 vincitori accedono alla fase a eliminazione diretta.

## Teste di serie
1. Chen Yufei
2. Tai Tzu-ying
3. Nozomi Okuhara
4. Akane Yamaguchi
5. Ratchanok Intanon
6. P. V. Sindhu
7. An Se-young

1. He Bingjiao
2. Michelle Li
3. Busanan Ongbamrungphan
4. Beiwen Zhang
5. Kim Ga-eun
6. Mia Blichfeldt
7. Gregoria Mariska Tunjung

## Risultati

### Fase a gruppi

#### Gruppo A
| Atleta         | Pt | G | V | P | SV | SP |
| -------------- | -- | - | - | - | -- | -- |
| Chen Yufei     | 2  | 2 | 2 | 0 | 4  | 0  |
| Neslihan Yiğit | 1  | 2 | 1 | 1 | 2  | 2  |
| Doha Hany      | 0  | 2 | 0 | 2 | 0  | 4  |

| Atleta 1         | Punteggio        | Atleta 2         |
| 25 luglio, 11:20 | 25 luglio, 11:20 | 25 luglio, 11:20 |
| ---------------- | ---------------- | ---------------- |
| Chen Yufei       | 2 - 0            | Doha Hany        |
| 27 luglio, 11:20 |                  |                  |
| Neslihan Yiğit   | 2 - 0            | Doha Hany        |
| 28 luglio, 12:20 |                  |                  |
| Chen Yufei       | 2 - 0            | Neslihan Yiğit   |

#### Gruppo C
| Atleta                | Pt | G | V | P | SV | SP |
| --------------------- | -- | - | - | - | -- | -- |
| An Se-young           | 2  | 2 | 2 | 0 | 4  | 0  |
| Clara Azurmendi       | 1  | 2 | 1 | 1 | 2  | 2  |
| Dorcas Ajoke Adesokan | 0  | 2 | 0 | 2 | 0  | 4  |

| Atleta 1              | Punteggio        | Atleta 2              |
| 24 luglio, 20:00      | 24 luglio, 20:00 | 24 luglio, 20:00      |
| --------------------- | ---------------- | --------------------- |
| An Se-young           | 2 - 0            | Clara Azurmendi       |
| 26 luglio, 12:00      |                  |                       |
| Dorcas Ajoke Adesokan | 0 - 2            | Clara Azurmendi       |
| 27 luglio, 19:20      |                  |                       |
| An Se-young           | 2 - 0            | Dorcas Ajoke Adesokan |

#### Gruppo D
| Atleta                 | Pt | G | V | P | SV | SP |
| ---------------------- | -- | - | - | - | -- | -- |
| Busanan Ongbamrungphan | 2  | 2 | 2 | 0 | 4  | 0  |
| Kristin Kuuba          | 1  | 2 | 1 | 1 | 2  | 2  |
| Daniela Macías         | 0  | 2 | 0 | 2 | 0  | 4  |

| Atleta 1               | Punteggio        | Atleta 2         |
| 24 luglio, 09:40       | 24 luglio, 09:40 | 24 luglio, 09:40 |
| ---------------------- | ---------------- | ---------------- |
| Busanan Ongbamrungphan | 2 - 0            | Daniela Macías   |
| 26 luglio, 18:00       |                  |                  |
| Kristin Kuuba          | 2 - 0            | Daniela Macías   |
| 27 luglio, 18:40       |                  |                  |
| Busanan Ongbamrungphan | 2 - 0            | Kristin Kuuba    |

#### Gruppo E
| Atleta              | Pt | G | V | P | SV | SP |
| ------------------- | -- | - | - | - | -- | -- |
| Nozomi Okuhara      | 2  | 2 | 2 | 0 | 4  | 0  |
| Evgeniya Kosetskaya | 1  | 2 | 1 | 1 | 2  | 2  |
| Yvonne Li           | 0  | 2 | 0 | 2 | 0  | 4  |

| Atleta 1            | Punteggio        | Atleta 2            |
| 25 luglio, 11:20    | 25 luglio, 11:20 | 25 luglio, 11:20    |
| ------------------- | ---------------- | ------------------- |
| Nozomi Okuhara      | 2 - 0            | Yvonne Li           |
| 26 luglio, 10:00    |                  |                     |
| Evgeniya Kosetskaya | 2 - 0            | Yvonne Li           |
| 28 luglio, 10:20    |                  |                     |
| Nozomi Okuhara      | 2 - 0            | Evgeniya Kosetskaya |

#### Gruppo F
| Atleta          | Pt | G | V | P | SV | SP |
| --------------- | -- | - | - | - | -- | -- |
| Michelle Li     | 2  | 2 | 2 | 0 | 4  | 0  |
| Martina Repiská | 1  | 2 | 1 | 1 | 2  | 2  |
| Nikté Sotomayor | 0  | 2 | 0 | 2 | 0  | 4  |

| Atleta 1         | Punteggio        | Atleta 2         |
| 25 luglio, 12:00 | 25 luglio, 12:00 | 25 luglio, 12:00 |
| ---------------- | ---------------- | ---------------- |
| Michelle Li      | 2 - 0            | Nikté Sotomayor  |
| 26 luglio, 18:40 |                  |                  |
| Martina Repiská  | 2 - 0            | Nikté Sotomayor  |
| 28 luglio, 11:00 |                  |                  |
| Michelle Li      | 2 - 0            | Martina Repiská  |

#### Gruppo G
| Atleta                    | Pt | G | V | P | SV | SP |
| ------------------------- | -- | - | - | - | -- | -- |
| He Bingjiao               | 2  | 2 | 2 | 0 | 4  | 0  |
| Sorayya Aghaei            | 1  | 2 | 1 | 1 | 2  | 2  |
| Fathimath N. Abdul Razzaq | 0  | 2 | 0 | 2 | 0  | 4  |

| Atleta 1         | Punteggio        | Atleta 2                  |
| 25 luglio, 12:40 | 25 luglio, 12:40 | 25 luglio, 12:40          |
| ---------------- | ---------------- | ------------------------- |
| He Bingjiao      | 2 - 0            | Fathimath N. Abdul Razzaq |
| 26 luglio, 11:20 |                  |                           |
| Sorayya Aghaei   | 2 - 0            | Fathimath N. Abdul Razzaq |
| 28 luglio, 11:00 |                  |                           |
| He Bingjiao      | 2 - 0            | Sorayya Aghaei            |

#### Gruppo H
| Atleta         | Pt | G | V | P | SV | SP |
| -------------- | -- | - | - | - | -- | -- |
| Beiwen Zhang   | 2  | 2 | 2 | 0 | 4  | 0  |
| Marija Ulitina | 1  | 2 | 1 | 1 | 2  | 2  |
| Fabiana Silva  | 0  | 2 | 0 | 2 | 0  | 4  |

| Atleta 1         | Punteggio        | Atleta 2         |
| 25 luglio, 18:00 | 25 luglio, 18:00 | 25 luglio, 18:00 |
| ---------------- | ---------------- | ---------------- |
| Beiwen Zhang     | 2 - 0            | Marija Ulitina   |
| 26 luglio, 12:40 |                  |                  |
| Fabiana Silva    | 0 - 2            | Marija Ulitina   |
| 28 luglio, 10:20 |                  |                  |
| Beiwen Zhang     | 2 - 0            | Fabiana Silva    |

#### Gruppo I
| Atleta         | Pt | G | V | P | SV | SP |
| -------------- | -- | - | - | - | -- | -- |
| Mia Blichfeldt | 2  | 2 | 2 | 0 | 4  | 0  |
| Chen Hsuan-yu  | 1  | 2 | 1 | 1 | 2  | 3  |
| Linda Zetchiri | 0  | 2 | 0 | 2 | 1  | 4  |

| Atleta 1         | Punteggio        | Atleta 2         |
| 25 luglio, 14:00 | 25 luglio, 14:00 | 25 luglio, 14:00 |
| ---------------- | ---------------- | ---------------- |
| Mia Blichfeldt   | 2 - 0            | Chen Hsuan-yu    |
| 27 luglio, 13:20 |                  |                  |
| Linda Zetchiri   | 1 - 2            | Chen Hsuan-yu    |
| 28 luglio, 09:40 |                  |                  |
| Mia Blichfeldt   | 2 - 0            | Linda Zetchiri   |

#### Gruppo J
| Atleta             | Pt | G | V | P | SV | SP |
| ------------------ | -- | - | - | - | -- | -- |
| P. V. Sindhu       | 2  | 2 | 2 | 0 | 4  | 0  |
| Cheung Ngan Yi     | 1  | 2 | 1 | 1 | 2  | 3  |
| Ksenia Polikarpova | 0  | 2 | 0 | 2 | 1  | 4  |

| Atleta 1         | Punteggio        | Atleta 2           |
| 25 luglio, 10:30 | 25 luglio, 10:30 | 25 luglio, 10:30   |
| ---------------- | ---------------- | ------------------ |
| P. V. Sindhu     | 2 - 0            | Ksenia Polikarpova |
| 27 luglio, 12:40 |                  |                    |
| Cheung Ngan Yi   | 2 - 1            | Ksenia Polikarpova |
| 28 luglio, 11:00 |                  |                    |
| P. V. Sindhu     | 2 - 0            | Cheung Ngan Yi     |

#### Gruppo K
| Atleta          | Pt | G | V | P | SV | SP |
| --------------- | -- | - | - | - | -- | -- |
| Kim Ga-eun      | 2  | 2 | 2 | 0 | 4  | 0  |
| Yeo Jia Min     | 1  | 2 | 1 | 1 | 2  | 2  |
| Haramara Gaitan | 0  | 2 | 0 | 2 | 0  | 4  |

| Atleta 1         | Punteggio        | Atleta 2         |
| 24 luglio, 20:40 | 24 luglio, 20:40 | 24 luglio, 20:40 |
| ---------------- | ---------------- | ---------------- |
| Kim Ga-eun       | 2 - 0            | Haramara Gaitan  |
| 27 luglio, 13:20 |                  |                  |
| Yeo Jia Min      | 2 - 0            | Haramara Gaitan  |
| 28 luglio, 09:00 |                  |                  |
| Kim Ga-eun       | 2 - 0            | Yeo Jia Min      |

#### Gruppo L
| Atleta          | Pt | G | V | P | SV | SP |
| --------------- | -- | - | - | - | -- | -- |
| Akane Yamaguchi | 2  | 2 | 2 | 0 | 4  | 0  |
| Kirsty Gilmour  | 1  | 2 | 1 | 1 | 2  | 2  |
| Mahoor Shahzad  | 0  | 2 | 0 | 2 | 0  | 4  |

| Atleta 1         | Punteggio        | Atleta 2         |
| 24 luglio, 09:40 | 24 luglio, 09:40 | 24 luglio, 09:40 |
| ---------------- | ---------------- | ---------------- |
| Akane Yamaguchi  | 2 - 0            | Mahoor Shahzad   |
| 27 luglio, 14:00 |                  |                  |
| Kirsty Gilmour   | 2 - 0            | Mahoor Shahzad   |
| 28 luglio, 09:00 |                  |                  |
| Akane Yamaguchi  | 2 - 0            | Kirsty Gilmour   |

#### Gruppo M
| Atleta                   | Pt | G | V | P | SV | SP |
| ------------------------ | -- | - | - | - | -- | -- |
| Gregoria Mariska Tunjung | 2  | 2 | 2 | 0 | 4  | 0  |
| Lianne Tan               | 1  | 2 | 1 | 1 | 2  | 2  |
| Thet Htar Thuzar         | 0  | 2 | 0 | 2 | 0  | 4  |

| Atleta 1                 | Punteggio        | Atleta 2         |
| 25 luglio, 10:00         | 25 luglio, 10:00 | 25 luglio, 10:00 |
| ------------------------ | ---------------- | ---------------- |
| Gregoria Mariska Tunjung | 2 - 0            | Thet Htar Thuzar |
| 27 luglio, 12:40         |                  |                  |
| Lianne Tan               | 2 - 0            | Thet Htar Thuzar |
| 28 luglio, 09:40         |                  |                  |
| Gregoria Mariska Tunjung | 2 - 0            | Lianne Tan       |

#### Gruppo N
| Atleta             | Pt | G | V | P | SV | SP |
| ------------------ | -- | - | - | - | -- | -- |
| Ratchanok Intanon  | 2  | 2 | 2 | 0 | 4  | 1  |
| Soniia Cheah Su Ya | 0  | 1 | 0 | 1 | 1  | 2  |
| Laura Sárosi       | 0  | 1 | 0 | 1 | 0  | 2  |

| Atleta 1           | Punteggio        | Atleta 2           |
| 25 luglio, 19:20   | 25 luglio, 19:20 | 25 luglio, 19:20   |
| ------------------ | ---------------- | ------------------ |
| Ratchanok Intanon  | 2 - 0            | Laura Sárosi       |
| 27 luglio, 14:00   |                  |                    |
| Soniia Cheah Su Ya | Rit.             | Laura Sárosi       |
| 28 luglio, 11:40   |                  |                    |
| Ratchanok Intanon  | 2 - 1            | Soniia Cheah Su Ya |

#### Gruppo P
| Atleta           | Pt | G | V | P | SV | SP |
| ---------------- | -- | - | - | - | -- | -- |
| Tai Tzu-ying     | 3  | 3 | 3 | 0 | 6  | 0  |
| Nguyễn Thùy Linh | 2  | 3 | 2 | 1 | 4  | 2  |
| Qi Xuefei        | 1  | 3 | 1 | 2 | 2  | 4  |
| Sabrina Jaquet   | 0  | 3 | 0 | 3 | 0  | 6  |

| Atleta 1         | Punteggio        | Atleta 2         |
| 24 luglio, 09:00 | 24 luglio, 09:00 | 24 luglio, 09:00 |
| ---------------- | ---------------- | ---------------- |
| Qi Xuefei        | 0 - 2            | Nguyễn Thùy Linh |
| 24 luglio, 13:00 |                  |                  |
| Tai Tzu-ying     | 2 - 0            | Sabrina Jaquet   |
| 26 luglio, 10:00 |                  |                  |
| Qi Xuefei        | 2 - 0            | Sabrina Jaquet   |
| 26 luglio, 14:00 |                  |                  |
| Tai Tzu-ying     | 2 - 0            | Nguyễn Thùy Linh |
| 28 luglio, 09:00 |                  |                  |
| Tai Tzu-ying     | 2 - 0            | Qi Xuefei        |
| 28 luglio, 09:40 |                  |                  |
| Nguyễn Thùy Linh | 2 - 0            | Sabrina Jaquet   |

### Fase ad eliminazione diretta
| Ottavi | Ottavi                   | Ottavi | Ottavi | Ottavi |  |    | Quarti di finale | Quarti di finale  | Quarti di finale | Quarti di finale | Quarti di finale |  |  | Semifinali | Semifinali     | Semifinali | Semifinali | Semifinali |  |                           | Finale Medaglia d'Oro     | Finale Medaglia d'Oro     | Finale Medaglia d'Oro     | Finale Medaglia d'Oro     | Finale Medaglia d'Oro |
|        |                          |        |        |        |  |    |                  |                   |                  |                  |                  |  |  |            |                |            |            |            |  |                           |                           |                           |                           |                           |                       |
|        |                          |        |        |        |  |    |                  |                   |                  |                  |                  |  |  |            |                |            |            |            |  |                           |                           |                           |                           |                           |                       |
|        |                          |        |        |        |  |    | A1               | Chen Yufei        | 21               | 21               |                  |  |  |            |                |            |            |            |  |                           |                           |                           |                           |                           |                       |
| C1     | An Se-young              | 21     | 21     |        |  | C1 | An Se-young      | 18                | 19               |                  |                  |  |  |            |                |            |            |            |  |                           |                           |                           |                           |                           |                       |
| D1     | Busanan Ongbamrungphan   | 15     | 15     |        |  |    |                  |                   |                  |                  |                  |  |  | A1         | Chen Yufei     | 21         | 13         | 21         |  |                           |                           |                           |                           |                           |                       |
| E1     | Nozomi Okuhara           | 21     | 21     |        |  |    |                  |                   |                  |                  |                  |  |  | G1         | He Bingjiao    | 16         | 21         | 12         |  |                           |                           |                           |                           |                           |                       |
| F1     | Michelle Li              | 9      | 7      |        |  |    | E1               | Nozomi Okuhara    | 21               | 13               | 14               |  |  |            |                |            |            |            |  |                           |                           |                           |                           |                           |                       |
| G1     | He Bingjiao              | 14     | 9      |        |  | H1 | He Bingjiao      | 13                | 21               | 21               |                  |  |  |            |                |            |            |            |  |                           |                           |                           |                           |                           |                       |
| H1     | Beiwen Zhang             | 21     | 7      | r      |  |    |                  |                   |                  |                  |                  |  |  |            |                |            |            |            |  |                           | A1                        | Chen Yufei                | 21                        | 19                        | 21                    |
| I1     | Mia Blichfeldt           | 15     | 13     |        |  |    |                  |                   |                  |                  |                  |  |  |            |                |            |            |            |  |                           | P1                        | Tai Tzu-ying              | 18                        | 21                        | 18                    |
| J1     | Pusarla Sindhu           | 21     | 21     |        |  |    | J1               | Pusarla Sindhu    | 21               | 22               |                  |  |  |            |                |            |            |            |  |                           |                           |                           |                           |                           |                       |
| K1     | Kim Ga-eun               | 17     | 18     |        |  | L1 | Akane Yamaguchi  | 13                | 20               |                  |                  |  |  |            |                |            |            |            |  |                           |                           |                           |                           |                           |                       |
| L1     | Akane Yamaguchi          | 21     | 21     |        |  |    |                  |                   |                  |                  |                  |  |  | J1         | Pusarla Sindhu | 18         | 12         |            |  |                           |                           |                           |                           |                           |                       |
| M1     | Gregoria Mariska Tunjung | 12     | 19     |        |  |    |                  |                   |                  |                  |                  |  |  | P1         | Tai Tzu-ying   | 21         | 21         |            |  |                           |                           |                           |                           |                           |                       |
| N1     | Ratchanok Intanon        | 21     | 21     |        |  |    | N1               | Ratchanok Intanon | 21               | 18               | 18               |  |  |            |                |            |            |            |  | Finale Medaglia di Bronzo | Finale Medaglia di Bronzo | Finale Medaglia di Bronzo | Finale Medaglia di Bronzo | Finale Medaglia di Bronzo |                       |
|        |                          |        |        |        |  | P1 | Tai Tzu-ying     | 14                | 21               | 21               |                  |  |  |            |                |            |            |            |  | G1                        | He Bingjiao               | 13                        | 15                        |                           |                       |
|        |                          |        |        |        |  |    |                  |                   |                  |                  |                  |  |  |            |                |            |            |            |  |                           | J1                        | Pusarla Sindhu            | 21                        | 21                        |                       |

## Medagliere
| Evento            | Oro        | Argento      | Bronzo         |
| Singolo femminile | Chen Yufei | Tai Tzu-ying | Pusarla Sindhu |